# Space Generation Advisory Council
Space Generation Advisory Council (SGAC) in support of the United Nations Programme on Space Applications è un'organizzazione non governativa supportata da una larga rete di studenti e professionisti del settore spaziale, di età compresa tra i 18 e i 35 anni. Lo scopo di SGAC è quello di farsi portavoce dei punti di vista di studenti e di giovani professionisti del settore spaziale presso l'Organizzazione delle Nazioni Unite (ONU), l'Industria, le Università e altre organizzazioni. Il termine “Space Generation” viene comunemente utilizzato per indicare la generazione nata dopo il 4 ottobre 1957, data di lancio dello Sputnik, il primo satellite artificiale.
SGAC ha sede a Vienna, Austria. Negli Stati Uniti è registrata come organizzazione no-profit 501c3. La rete di volontari conta più di 13000 membri provenienti da 150 nazioni, a loro volta suddivise in 6 regioni. Le lingue ufficiali di SGAC sono le sei lingue ufficiali delle Nazioni Unite, ma la lingua di lavoro ufficiale è l'inglese.
L'obiettivo principale di SGAC è di far progredire lo sviluppo delle politiche spaziali, rappresentando la sua rete di giovani da tutto il mondo all'Ufficio delle Nazioni Unite per gli Affari dello Spazio Extra-Atmosferico (UNOOSA , dall'inglese United Nations Office for Outer Space Affairs) e altre organizzazioni internazionali. SGAC inoltre gode dello status di Osservatore Permanente presso la Commissione delle Nazioni Unite sull’Uso Pacifico dello Spazio Extra-Atmosferico (UNCOPUOS, dall'inglese United Nations Committee on the Peaceful Uses of Outer Space).
SGAC è inoltre membro votante della Federazione Astronautica Internazionale (IAF, dall'inglese International Astronautical Federation).

## Storia
Nel dicembre 1997, il Segretariato dell'Ufficio delle Nazioni Unite per gli Affari dello Spazio Extra-Atmosferico invitò la International Space University (ISU) a organizzare un incontro di giovani nell'ambito della Conferenza UNISPACE III, che si sarebbe tenuta nel luglio del 1999 a Vienna.
Lo Space Generation Forum (SGF), organizzato da studenti della ISU, ospitò 160 partecipanti provenienti da 60 Paesi diversi. Guidati da esperti del settore, i giovani partecipanti esplorarono un'ampia varietà di argomenti relativi al campo spaziale: scienza, ingegneria, tecnologia, leggi, etica, arte, letteratura, antropologia e architettura. Più di 100 proposte e idee furono raccolte durante la conferenza, e trascritte sotto forma di raccomandazioni. Le dieci più importanti furono stese come “Declaration of the Space Generation” che fu approvata durante la sessione plenaria dell'UNISPACE III come Report Tecnico dello SGF (UN-Document A/Conf.184/L.14, clicca qui per il riferimento). Di queste dieci raccomandazioni, cinque furono integrate nella Dichiarazione di Vienna. Una di queste proponeva di “Creare un comitato che supporti la Commissione delle Nazioni Unite sull'Uso Pacifico dello Spazio Extra-Atmosferico (UNCOPUOS), aumentando la consapevolezza e incoraggiando lo scambio di nuove idee da parte dei giovani. L'idea è di sfruttare la creatività e il vigore delle giovani generazioni per far progredire l'umanità attraverso l'uso pacifico dello spazio” (raccomandazione d.iv della Dichiarazione di Vienna). Da queste direttive, nacque lo Space Generation Advisory Council in Support of the United Nations Programme on Space Applications.
Dalla sua nascita, SGAC è cresciuto rapidamente, guadagnando nel 2001 lo status di Osservatore Permanente presso la Commissione delle Nazioni Unite sull’Uso Pacifico dello Spazio Extra-Atmosferico (UNCOPUOS) e lo status consultativo presso il Consiglio Economico e Sociale delle Nazioni Unite (ECOSOC) nel 2003. L’organizzazione inaugurò ufficialmente la propria sede presso l’European Space Policy Institute (ESPI) nel 2005 a Vienna, e assunse il suo primo impiegato pagato nel 2006. Ad oggi l’organizzazione conta oltre 13000 membri da 150 paesi in 6 differenti regioni.

## L’organizzazione
SGAC è diretto dal Consiglio Esecutivo, che è formato da due presidenti (co-chairs) e da 12 coordinatori regionali, due per ogni regione delle Nazioni Unite. Tutti i membri del Consiglio Esecutivo vengono eletti ogni due anni. Il Consiglio Esecutivo è supportato da un Ufficio Esecutivo, composto da un tesoriere, un amministratore esecutivo, due segretari, un Comitato Consultivo e un Comitato Onorario. Il resto dell’organizzazione è composto dai Punti di Contatto Nazionali (National Points of Contact, NPoC), fino ad un massimo di due per nazione partecipante, e dagli oltre 13000 membri volontari.
Con cadenza annuale si tiene un'Assemblea Generale per far dialogare i Punti di Contatto Nazionali e il Consiglio Esecutivo. In questa occasione si discutono le proposte introdotte dal Consiglio Esecutivo ed eventualmente si modifica lo statuto dell'organizzazione.
SGAC lavora con molte organizzazioni del settore spaziale in tutto il mondo. Esempi di partner, sponsor e collaboratori di SGAC includono UNOOSA, Lockheed Martin, NASA, Secure World Foundation, l'Agenzia Spaziale Tedesca (German Aerospace Center, DLR), l'European Space Policy Institute, ISU. Una lista completa degli sponsor e supporter è disponibile sul sito ufficiale di SGAC.
L‘organizzazione è supportata dal Comitato Consultivo (Advisory Board), composto da dodici esponenti di rilievo in campo spaziale, che condividono le idee dell'organizzazione, in particolare nel promuovere l'interesse per lo spazio tra le giovani generazioni a livello mondiale. Il Comitato ha il compito di valutare l'operato di SGAC e di dare consigli su come migliorare le sue attività e come meglio adempiere ai suoi impegni.
Ѐ inoltre presente un Comitato Onorario (Honorary Board) composto da persone, precedentemente impegnate con l'organizzazione e che ricoprono ruoli di grande rilevanza nel campo spaziale, di cui è riconosciuto l'impegno nel raggiungimento di obiettivi vicini a quelli di SGAC.

## Coinvolgimento di SGAC nelle Nazioni Unite
SGAC lavora costantemente per raggiungere uno degli obiettivi chiave della sua missione: favorire il dialogo tra gli Stati Membri delle Nazioni Unite alla Commissione delle Nazioni Unite sull’Uso Pacifico dello Spazio Extra-Atmosferico (UNCOPUOS) e la prossima generazione di leader del settore spaziale a livello internazionale.
 United Nations Committee on the Peaceful Uses of Outer Space (UNCOPUOS) 
SGAC ha lo status di Osservatore Permanente in UNCOPUOS, di cui partecipa regolarmente all'incontro annuale (in giugno) e ai due incontri delle sottocommissioni: Legale (a marzo) e Scientifica e Tecnica (a febbraio). In quanto uno dei soli venti Osservatori Permanenti all'interno di UNCOPUOS, SGAC prende parte alle sue attività e ai suoi gruppi d'azione. SGAC contribuisce alle discussioni con dichiarazioni e presentazioni dei vari lavori che i suoi membri producono durante l'anno. Questo include il riportare le raccomandazioni raccolte durante lo Space Generation Congress e lo Space Generation Fusion Forum, eventi che si tengono annualmente.
 United Nations Office of Outer Space Affairs (UNOOSA) 
SGAC lavora con UNOOSA nel promuovere i workshop delle Nazioni Unite e supporta i propri membri nel partecipare a varie conferenze in tutto il mondo.
 United Nations Economic and Social Committee (ECOSOC) 
SGAC è membro del Consiglio Economico e Sociale delle Nazioni Unite dal 2003. Grazie a questa sua posizione, SGAC partecipa all'Assemblea Generale ogni anno, e rappresenta le idee dei professionisti e gli studenti universitari in questo importante evento. I rappresentanti di SGAC che si occupano della commissione ECOSOC forniscono resoconti sulle raccomandazioni che provengono da tutti gli Stati Membri delle Nazioni Unite.

## Visione e obiettivi
Il proposito principale di SGAC è “sfruttare la creatività e il vigore delle giovani generazioni nel progresso dell'umanità attraverso l'uso pacifico dello spazio extra-atmosferico”. Oltre a ciò, l'organizzazione dichiara che “[noi] crediamo che la voce degli studenti e dei giovani professionisti debba essere ascoltata nella creazione della politica spaziale internazionale. Essendo coloro che definiranno le politiche in futuro, i fornitori e utilizzatori dello spazio, crediamo che sia fondamentale che la loro opinione sia presa in considerazione”.
L'obiettivo principale di SGAC è “fornire accesso ai nostri membri alle discussioni sulle politiche spaziali internazionali per esprimere i loro pensieri, visioni e opinioni”. Altri obiettivi includono:
- portare avanti progetti su argomenti chiave rilevanti per i membri di SGAC e per la politica spaziale internazionale;
- presentare i punti di vista degli studenti universitari e i giovani professionisti in tutto il mondo;
- fornire un ambiente dinamico in cui gli studenti universitari e i giovani professionisti possano espandere la propria conoscenza sui problemi riguardanti le politiche spaziali internazionali, dove possano costruire le proprie reti di conoscenze e pensare in modo creativo riguardo alla futura direzione dell'uso dello spazio da parte dell'umanità.

## Conferenze
Space Generation Congress (SGC) 
SGAC organizza ogni anno lo Space Generation Congress Archiviato il 5 aprile 2015 in Internet Archive., che si svolge congiuntamente all'International Astronautical Congress (IAC) organizzato dalla Federazione Astronautica Internazionale (IAF). A questo evento partecipano circa 150 delegati, selezionati tra i migliori studenti universitari e giovani professionisti che hanno la passione per lo spazio. Con lo Space Generation Congress, SGAC vuole far sentire e promuovere la voce dei giovani su argomenti di respiro internazionale nell'ambito del settore spaziale tramite i suoi futuri leader. Durante il congresso vengono esplorati numerosi temi, inclusi: le Agenzie, l'Industria, la Società, l'Esplorazione e la Divulgazione. I risultati e le raccomandazioni del congresso sono presentati alle Nazioni Unite durante il meeting di UNCOPUOS l'anno seguente.
Il congresso si tiene ogni anno in un luogo diverso. Ciò è dovuto al fatto che è tenuto in congiunzione con l'International Astronautical Congress (IAC), che cambia sede ogni anno.
Sedi passate e future di SGC includono:
| Anno | Luogo                                  |
| ---- | -------------------------------------- |
| 2002 | Houston, USA                           |
| 2003 | Brema, Germania                        |
| 2004 | Vancouver, Canada                      |
| 2005 | Fukuoka, Giappone                      |
| 2006 | Valencia, Spagna                       |
| 2007 | Hyderabad, India                       |
| 2008 | Glasgow, Scozia                        |
| 2009 | Daejeon, Corea del Sud                 |
| 2010 | Praga, Repubblica Ceca                 |
| 2011 | Città del Capo, Repubblica Sudafricana |
| 2012 | Napoli, Italia                         |
| 2013 | Pechino, Cina                          |
| 2014 | Toronto, Canada                        |
| 2015 | Gerusalemme, Israele                   |
| 2016 | Guadalajara, Messico                   |
| 2017 | Adelaide, Australia                    |
| 2018 | Brema, Germania                        |
| 2019 | Washington D.C., USA                   |
| 2020 | Dubai, EAU                             |

 Space Generation Fusion Forum (SGFF) 
Il primo Space Generation Fusion Forum ha avuto luogo congiuntamente al National Space Symposium il 15 e 16 aprile 2012 in Colorado, USA presso l'Hotel Broadmoor. Lo SGFF è diventato da allora un evento annuale che si tiene congiuntamente a quello che è stato rinominato nel 2014 come Space Symposium in Colorado, USA. Questo è il principale evento tenuto negli USA dal 2002, e offre alla prossima generazione di leader del settore spaziale che vengono dal governo, dall'industria e dall'università l'opportunità di incontrarsi per dialogare su argomenti di attualità riguardanti il settore spaziale tramite dibattiti interattivi. Il programma inoltre permette ai delegati di interagire tra di loro come pure con gli attuali leader del settore spaziale, che intervengono e moderano i dibattiti. Il Fusion Forum fornisce un'atmosfera ideale per discutere le collaborazioni internazionali dato che i partecipanti vengono da tutto il mondo.
 Space Generation Forum 2.0 (SGF 2.0) 
Nel 2018 si è tenuto lo Space Generation Forum 2.0 per celebrare i quasi 20 anni dal primo Space Generation Forum (ora SGC) di SGAC presso UNISPACE III nel 1999. L'evento si è tenuto a Vienna il 16 e 17 Giugno 2018 quando la comunità internazionale per lo spazio era riunita per il High Level Forum, UNISPACE+50 e la sessantunesima sessione di UNCOPUS. Sette Gruppi di Lavoro sono stati creati considerando i quattro pilastri (Space Economy, Space Diplomacy, Space Society, Space Accessibility) e le sette Priorità Tematiche che rappresentano il contesto in cui UNISPACE +50 è stato sviluppato.
 Space Generation Workshop (SGW) 
La serie di eventi Space Generation Workshop è cominciata con l'intento di fornire un'opportunità ai membri di SGAC per condividere i punti di vista di ogni regione sulle attività spaziali. Gli eventi SGW sono grandi eventi a livello regionale che uniscono studenti e giovani professionisti del settore per discutere di opportunità presenti e future nell'ambito spaziale e di sfide per la regione. SGAC ambisce a dare risalto alla prossima generazione di leader del settore spaziale in ciascuna delle sue sei regioni per mezzo di questi workshop regionali.
Sedi passate e future di SGW includono:
| Regione          | Nome                                                | Anno - Luogo |
| ---------------- | --------------------------------------------------- | --- |
| Africa           | African Space Generation Workshop (AF-SGW)          | 2017 - Akure (Nigeria); 2018 - Port Louis (Mauritius)                                                                                     |
| Asia-Pacifico    | Asia-Pacific Space Generation Workshop (AP-SGW)     | 2014 - Yokohama (Giappone); 2015 - Bali (Indonesia); 2016 - Los Baños (Filippine); 2017 - Bengaluru (India); 2018 - Singapore (Singapore) |
| America Centrale | Central American Space Generation Workshop (CA-SGW) | 2018 - San José (Costa Rica) |
| Europa           | European Space Generation Workshop (E-SGW)          | 2016 - Budapest (Ungheria); 2017 - Parigi (Francia); 2018 - Bucarest (Romania); 2019 - Londra (Regno Unito)                               |
| Sud America      | South American Space Generation Workshop (SA-SGW)   | 2015 - Buenos Aires (Argentina); 2016 - Lima (Peru); 2017 - São José dos Campos (Brasile); 2018 - Bogotá (Colombia)                       |

## Comitato Consultivo
Il Comitato Consultivo fornisce a SGAC consigli sulle direzioni strategiche da seguire per raggiungere i suoi obiettivi. Sostanzialmente, commenta il lavoro dell'organizzazione e suggerisce modi per migliorare le sue funzioni e adempiere ai suoi impegni. Il Comitato è composto da 12 membri, ognuno in carica per due anni. I membri del Comitato Consultivo sono membri influenti della comunità spaziale internazionale che sono stati sostenitori degli obiettivi di SGAC e dell'organizzazione stessa.
I membri attuali, in ordine alfabetico, sono:
| Nome                                                             | Posizione                                                                                                 |
| ---------------------------------------------------------------- | --- |
| Abimbola H. Alale                                                | Managing Director and Chief Executive Officer presso Nigerian Communication Satellite Limited (NIGCOMSAT) |
| Ali Nasseri                                                      | Presidente di SGAC uscente 2016-2018                                                                      |
| Andrea Jaime                                                     | Business Development Manager presso OHB System                                                            |
| Clayton Mowry Archiviato il 30 ottobre 2018 in Internet Archive. | Sales, Marketing and Customer Experience presso Blue Origin                                               |
| Danielle Wood                                                    | Assistant Professor presso MIT Media Lab                                                                  |
| Jonathan Hung                                                    | Presidente e Fondatore di Singapore Space and Technology Association (SSTA)                               |
| Kai-Uwe Schrogl                                                  | Chief Strategy Officer presso ESA; Presidente di International Institute of Space Law                     |
| Kevin Stube il 30 ottobre 2018 in Internet Archive.              | Presidente di IAF Workforce Development and Young Professionals Programme Committee                       |
| Miglena Zhekova                                                  | Project Manager presso SMG Aerospace                                                                      |
| Pablo Gabriel de León                                            | Direttore di Human Spaceflight Laboratory presso University of North Dakota                               |
| Reinhold Ewald                                                   | Professore di Astronautics and Space Stations presso University of Stuttgart; Astronauta ESA Pre-2009     |
| Steve Eisenhart                                                  | Senior Vice President presso Strategic & International Affairs, Space Foundation                          |

## Progetti e Borse di studio
Oltre allo Space Generation Congress e allo Space Generation Fusion Forum, SGAC porta avanti un gran numero di competizioni e progetti. Le competizioni all'interno di SGAC, ad esempio la campagna Move an Asteroid e i concorsi Space is Business e Space Solar Power, permettono ai suoi membri di presentare i propri lavori e le proprie idee, dando loro l'opportunità di essere premiati con la partecipazione a conferenze dove presentano il proprio lavoro.
Inoltre, nell'ambito dei suoi Project Groups, i membri di SGAC discutono su argomenti di attualità per le politiche spaziali internazionali. Il loro lavoro viene pubblicato nei report annuali e in articoli.
 Progetti attivi 
Nel 2018, SGAC conta 8 progetti attivi:
- Commercial Space Project Group (CSPG). CSPG è un forum e "think tank" su argomenti relativi all'uso commerciale e alla commercializzazione di attività spaziali pensato per membri delle giovani generazioni. Gli interessi di ricerca del gruppo sono 1) il contesto commerciale per lo spazio, 2) modelli commerciali per lo spazio e segmenti di mercato, 3) il ruolo della legge e delle politiche nel formare l'industria commerciale per lo spazio, 4) modelli di business e di impresa. Oltre alla ricerca accademica, questo gruppo vuole motivare e supportare il coinvolgimento delle giovani generazioni nelle attività commerciali per lo spazio, attraverso competizioni, tavole rotonde, webinars e simili.
- Space Law Project Group (SLPG). Questo gruppo si occupa di investigare e affrontare i problemi attuali inerenti alla legislazione internazionale e nazionale in ambito spaziale. Anticipando i problemi che potrebbero verosimilmente sorgere nelle decadi a venire, questo gruppo si interessa di progetti rilevanti nel campo della legislazione spaziale, e di interesse per la più ampia comunità spaziale internazionale.
- Youth Promoting Cooperation and Education in Global Navigation Satellite Systems Project Group (YGNSS). YGNSS è un gruppo di studenti universitari e giovani professionisti che vuole promuovere i benefici del Global Navigation Satellite System (GNSS) e le attività relative alla cooperazione internazionale che fanno uso del GNSS. YGNSS supporta la Commissione Internazionale sul GNSS (International Committee on GNSS – ICG), un forum internazionale per la cooperazione sui Global Navigation Satellite Systems riconosciuto dalle Nazioni Unite.
- Near Earth Object Project Group (NEO). NEO si dedica aiutare l'intera comunità che si occupa di difesa planetaria ad osservare e tracciare comete e asteroidi che hanno la possibilità di collisione con la Terra. Il gruppo fornisce la prospettiva dei giovani sulla questione della difesa planetaria attraverso report annuali, competizioni, partecipazione a conferenze e progetti di divulgazione al pubblico relativi ai Near Earth Objects (oggetti vicini alla Terra).
- Space Technologies for Disaster Management Project Group (STDM). STDM, creato in giugno 2009, ha l'obiettivo di fornire accesso universale a tutte le informazioni basate sullo studio dello spazio e ai servizi relativi alla gestione dei disastri. Il gruppo si occupa di informare il pubblico su come le tecnologie utilizzate in ambito spaziale siano importanti nella gestione delle catastrofi. Inoltre, vuole essere un luogo di scambio di nuove prospettive e un punto di incontro e discussione per gli interessati alla gestione dei disastri tramite attività legate allo spazio.
- Space Safety and Sustainability Project Group (SSS). SSS identifica ed esamina problemi chiave riguardanti la sicurezza e la sostenibilità a lungo termine delle operazioni spaziali attuali e future. In più, SSS vuole fare in modo di fornire un'occasione di dialogo internazionale per presentare la prospettiva dei giovani sulla sicurezza delle attività spaziali, e la loro sostenibilità per le generazioni future.
- Small Satellites Project Group (SSPG). SSPG fornisce assistenza nella carriera e nei progetti a giovani professionisti e studenti attivi nella comunità dei piccoli satelliti. Inoltre fornisce informazioni aggiornate sul campo dei piccoli satelliti come pure raccomandazioni per quanto riguarda la ricerca futura e lo sviluppo di questo settore e/o problemi politici e legali. Questo project group vuole attrarre l'interesse di giovani professionisti e studenti al campo dei piccoli satelliti e in generale incoraggiare l'interesse nell'esplorazione spaziale.
- Space Exploration Project Group (SEPG). SEPG si occupa di missioni in corso e future con e senza equipaggio nello spazio profondo. Obiettivo di questo gruppo è creare un forum internazionale per discutere di esplorazione dello spazio da un punto di vista multidisciplinare. Inoltre, tramite articoli, report, meeting e presentazioni a conferenze si vogliono integrare le prospettive dei giovani per contribuire all'implementazione della Global Exploration Roadmap (GER), un documento in fase di sviluppo da parte di 14 agenzie spaziali, in cui si evidenzia lo sforzo di preparare modi collaborativi di esplorazione dello spazio fattibili e sostenibili, a cominciare dalla Stazione Spaziale Internazionale, continuando con Luna, Near Earth Asteroids (asteroidi vicini alla Terra), e con l'obiettivo finale di una missione con equipaggio su Marte.

### Borse di studio
SGAC, nel tentativo di favorire il contributo dei giovani e il loro coinvolgimento nei problemi legati allo spazio a livello internazionale, lavora per fornire risorse finanziarie ai suoi membri. SGAC perciò attribuisce numerose borse di studio durante tutto l'anno a studenti universitari e giovani professionisti nel campo spaziale. Dato che SGAC è formato da una rete di giovani così diversa e di provenienza globale, tali borse di studio permettono ad un maggior numero di membri di partecipare al processo di creazione della politica spaziale internazionale tramite la presenza e le presentazioni al COPUOS delle Nazioni Unite e partecipando al congresso annuale di SGAC, l'International Astronautical Congress (IAC) o seminari nel mondo su argomenti specifici.
SGAC pubblica regolarmente sulla sua pagina relativa alle borse di studio le opportunità per partecipare a Space Generation Congress (SGC), International Astronautical Congress (IAC), Space Generation Fusion Forum (SGFF), Space Symposium (SS), Space Generation Workshops (SGWs) e altri eventi contestuali al settore spaziale.

## Alumni
Il programma SGAC Alumni è stato lanciato allo Space Generation Forum 2.0 nel 2018, dopo una serie di fruttuose attività di Alumni tra il 2015 e il 2018, per aiutare gli Alumni di SGAC a rimanere in contatto e usare il potenziale della rete di Alumni per supportare altre attività di SGAC. Gli Alumni di SGAC Alumni sono membri di SGAC, con un account registrato, che non hanno interagito con SGAC nei precedenti tre anni o coloro che sono sempre interessati negli obiettivi di SGAC ma oltre il limite di età, quindi oltre il trentacinquesimo anno di età. SGAC organizza una serie di attività per mettere in contatto i membri attuali con gli Alumni e facilitare la condivisione di conoscenze ed esperienze. Queste attività includono gli eventi SGAC Alumni Gatherings, SGAC: Through the Generations Event, Alumni Spotlight, e membri SGAC che aderiscono al programma di mentoring come consiglieri per vari progetti.